# Franz Xaver Grass
Franz Xaver Grass (* 14. Juni 1758 in Hall in Tirol; † 23. Dezember 1833 in Neustift, Südtirol) war ein österreichischer Mönch, Bibliothekar und Orientalist.

## Leben
Franz Xaver Grass widmete sich dem geistlichen Stand und trat 1776 als Augustiner-Chorherr in das Kloster Neustift bei Brixen ein, wo er 1781 die Priesterweihe erhielt. Da er sich bedeutende Kenntnisse erworben hatte, wählten ihn seine Oberen, um im Stift die Theologie zu lehren. Er wurde 1787 zum Bibliothekar des Stifts ernannt und 1791 Professor der Theologie. Als Bibliothekar bemühte er sich, die ihm anvertrauten Schriften zu sichten und ordnen. Diesem Bestreben verdankte die Bibliographie mehrere mit großer Genauigkeit gearbeitete Werke:
- Verzeichnis typographischer Denkmäler aus dem 15. Jahrhundert, welche sich in der Bibliothek des regulierten Chorherrenstiftes des heiligen Augustin zu Neustift in Tirol befinden, Brixen 1789
- Verzeichnis einiger Büchermerkwürdigkeiten aus dem 16. und 17. Jahrhundert, welche sich in der Bibliothek des regulierten Chorherrenstiftes des heiligen Augustin zu Neustift in Tirol befinden, Brixen 1790
- Nachtrag zu den typographischen Denkmälern aus dem 15. Jahrhundert und Büchermerkwürdigkeiten aus dem 16. und 17. Jahrhundert, Brixen 1791

Zu einer Zeit, in der die Bibliographie im deutschen Raum noch sehr arm an Hilfsmitteln zur Kenntnis der alten Drucke aus dem ersten Jahrhundert nach der Erfindung des Buchdrucks war, erfreuten sich die genannten Werke von Grass besonders wegen ihrer Faksimiles großer Beliebtheit und wurden vielfach benutzt. Später wurden sie durch bessere Werke verdrängt. Grass war auch ein ausgezeichneter Kenner der orientalischen Sprachen, doch blieben mehrere seiner Schriften ungedruckt.
1800 wurde Grass Pfarrvikar von Natz und 1816 Dechant des Klosters Neustift, wo er 1833 im Alter von 75 Jahren starb.